# Andreas Seiferth
Andreas Seiferth (* 23. Juni 1989 in Berlin) ist ein ehemaliger deutscher Basketballspieler. Seiferth bestritt 52 A-Länderspiele und 337 Bundesligaspiele. 2013 nahm er an der Europameisterschaft teil.

## Laufbahn
Andreas Seiferth erhielt seine basketballerische Grundausbildung beim BBC Berlin und den Marzahner Basket Bären (später zu den Berlin Baskets fusioniert) in seiner Heimatstadt.
Ab 2006 trat er für die Jugendmannschaft von Alba Berlin in der Nachwuchs-Basketball-Bundesliga (NBBL) an, für die er in der Saison 2007/08 in das NBBL-Allstar-Team gewählt wurde. Er bestritt zudem einzelne Spiele für den TuS Lichterfelde in der 2. Basketball-Bundesliga, wo er ebenfalls in der Saison 2007/08 festes Kadermitglied wurde.
Nach dem Abstieg des TuS Lichterfelde 2008 und seinem altersbedingten Ausscheiden aus der NBBL-Mannschaft (U19) wechselte Seiferth zu Alba Berlin in die zweite Herrenmannschaft (Regionalliga), war dort Leistungsträger und unterstützte als Ergänzungsspieler mit gelegentlichen Einsätzen die Erstligamannschaft.
2010 gelang Alba Berlin II der Aufstieg in die Pro B, wo Seiferth als Youngster des Jahres der Saison 2010/11 ausgezeichnet wurde. In der Erstligamannschaft von Alba Berlin kam Seiferth zwischen 2009 und 2011 auf acht Einsätze in der Bundesliga und fünf Einsätze im Eurocup.
Zur Saison 2011/12 holte ihn sein ehemaliger NBBL-Trainer Henrik Rödl in die erste Liga zum TBB Trier.
Im Sommer 2012 erhielt Seiferth seine erste Einladung für die Herrennationalmannschaft unter Trainer Svetislav Pesic, der ihn am 25. Juli 2012 in Österreich erstmals in einem A-Länderspiel einsetzte, in dem Seiferth fünf Punkte erzielte.
In der folgenden Saison 2012/13 erspielte sich Seiferth eine tragende Rolle beim TBB Trier und wurde zur Mitte der Saison für seine erste Teilnahme am Allstar-Spiel in Nürnberg nominiert.
Am Ende der Saison verlängerte er seinen auslaufenden Vertrag für die Saison 2013/14. In dieser Saison wurde er abermals in die Auswahl der deutschen Spieler für das All-Star-Spiel berufen, der 2014 in Bonn stattfand. Seiferth erzielte im Spieljahr 2013/14 11,8 Punkte und 4,8 Rebounds pro Spiel.
Zur Spielzeit 2014/15 wechselte Seiferth zu den Artland Dragons und spielte dort sowohl in der Basketball-Bundesliga als auch im zweithöchsten europäischen Wettbewerb, dem Eurocup. Die Quakenbrücker stellten im Sommer 2015 überraschend ihren Bundesliga-Spielbetrieb ein, weshalb sich Seiferth nach nur einem Jahr nach einem neuen Verein umschaute.
In der Folge engagierte der FC Bayern München ihn für ein Jahr, wo er in 14 Bundesligaspielen im Mittel 2,9 Punkte pro Begegnung erzielte. Am 18. Dezember 2015 kam Seiferth beim Auswärtsspiel gegen KK Roter Stern Belgrad dabei zu seinem ersten und einzigen Einsatz in der Euroleague.
Am 8. Januar 2016 wurde Seiferths vorzeitiger Wechsel zu Medi Bayreuth verkündet, wo er mit sechs Spielzeiten sein längstes Engagement hatte. Mit Bayreuth erspielte er in der Saison 2016/17 als Hauptrunden-Vierter das Heimrecht in der Playoffs, schied dort aber in der ersten Runde mit 1:3 gegen Oldenburg aus. Im weiteren Verlauf seiner Zeit in Bayreuth folgte eine weitere Playoff-Teilnahme, zwei Saisons in der Champions League und zwei im FIBA Europe Cup. Als persönliche Auszeichnungen kamen drei weitere Nominierungen zu Allstar-Spielen (2017 in Bonn, 2018 in Göttingen und 2019 in Trier) hinzu.
Nach der Saison 2021/22 verließ Seiferth Bayreuth und wechselte zum Zweitligaaufsteiger WWU Baskets Münster. Nach der Saison 2022/23 beendete er seine Karriere als Berufsbasketballspieler. Mit 15,4 Punkten, 8,2 Rebounds und 3,9 Assists je Begegnung war er in seiner Abschlusssaison bester Korbschütze der Münsteraner Mannschaft.
Am 4. Mai 2023 wurde er im Rahmen des Bundesligaheimspiels gegen Alba Berlin von seinem früheren Verein Medi Bayreuth für seine Zeit in Bayreuth geehrt. Der Verein wird fortan Seiferths Rückennummer 11 nicht mehr vergeben.
Zum Spieljahr 2022/23 schloss er sich Drittligaaufsteiger BG 2000 Berlin an. Für die Mannschaft spielte Seiferth bis 2024.

## Beruflicher Werdegang
Seiferth begann während seiner Basketballlaufbahn früh, sich auf eine berufliche Karriere nach dem Sport vorzubereiten. 2012 schloss er eine Ausbildung zum Sport- und Fitnesskaufmann ab. Nachdem er sich in Trier, Quakenbrück und München ganz seiner sportlichen Karriere gewidmet hatte, begann er 2016 in Bayreuth ein Studium der Sportökonomie. Ab Seiferth 2020 war er Werkstudent bei der Firma Medi und für das Unternehmen im Bereich digitale Gesundheit tätig.
Mit seinem Wechsel nach Münster schloss er sich gleichzeitig einem örtlichen Unternehmen an, das in der Förderung und Betreuung von Unternehmensgründern tätig ist. Seit Sommer 2023 lebt er mit seiner Frau wieder in seiner Heimat Berlin.

## Auszeichnungen
- Pro B Youngster des Jahres 2010/11
- Bundesliga-Allstar 2013, 2014, 2017, 2018, 2019
- Seiferths Rückennummer 11 wird in Bayreuth nicht mehr vergeben. Am 4. Mai 2023 wurde sein Trikot unter das Hallendach gehängt.

## Sonstiges
Seiferths jüngerer Bruder Martin Seiferth war ebenfalls Profibasketballspieler und spielte in der Saison 2014/15 bei Alba Berlin und danach in der 2. Bundesliga ProA.